# 符号の規約
物理学において、ある量の集合についてそれぞれ正か負かの符号を任意に選択できる場合があり、このときの符号の付け方を符号の規約（ふごうのきやく, 英: sign convention）という。ここでいう「任意」とは、この符号について異なる規約を（一貫して）用いたとしても、同一の物理系として正確に記述されるという意味である。このため符号選択は（論文や書籍の）著者によって様々であり、しばしば科学研究における混乱や不満、誤解や過誤の源となっている。一般に、符号の規約は1つの次元についての座標系の選択の、特別な場合である。
また「符号の規約」の用語は、虚数単位 i や 2π の因子を含む、より広い意味で用いられることもある。

## 相対論

### 計量符号
相対性理論において、計量符号は (+,−,−,−) か (−,+,+,+) のいずれかである。それぞれ diag(+1,−1,−1,−1), diag(−1,+1,+1,+1) の計量テンソルに対応する。より高次元の相対性理論においても同様である: (+,−,−,−,…) と (−,+,+,+,…).
この符号の規約には幾つかの呼び名がある:
- (+,−,−,−)
  - 時間的規約
  - 粒子物理学の規約[注釈 2]
  - 西海岸規約
  - ほとんど負
  - ランダウ・リフシッツの規約
- (−,+,+,+)
  - 空間的規約
  - 相対論の規約[注釈 2]
  - 東海岸規約
  - ほとんど正
  - パウリ規約[注釈 3]

幾つかの著名な院生向けテキストにおける使用例:
- (+,−,−,−)
  - ランダウ・リフシッツの『理論物理学教程』
  - Louis Witten 監の Gravitation: An Introduction to Current Research
  - Ray D'Inverno の Introducing Einstein's Relativity
- (−,+,+,+)
  - 『重力理論』GRAVITATION
  - Sean Carroll の Spacetime and Geometry: An Introduction to General Relativity
  - Robert Wald の General Relativity[注釈 4]

| 関係式                 | (+,−,...,−)                                                                         | (−,+,...,+)                                                                         |
| ---------------------- | ----------------------------------------------------------------------------------- | ----------------------------------------------------------------------------------- |
| 4元運動量の成分表示    | {\displaystyle p^{\mu }=(E,{\boldsymbol {p}})}                                      | {\displaystyle p^{\mu }=(E,{\boldsymbol {p}})}                                      |
| 4元運動量の成分表示    | {\displaystyle p_{\mu }=(E,-{\boldsymbol {p}})}                                     | {\displaystyle p_{\mu }=(-E,{\boldsymbol {p}})}                                     |
| 質量殻条件             | {\displaystyle m^{2}=E^{2}-{\boldsymbol {p}}^{2}}                                   | {\displaystyle m^{2}=E^{2}-{\boldsymbol {p}}^{2}}                                   |
| 質量殻条件             | {\displaystyle m^{2}=p^{\mu }p_{\mu }}                                              | {\displaystyle m^{2}=-p^{\mu }p_{\mu }}                                             |
| ローレンツ力           | {\displaystyle {\dot {p}}_{\mu }=-q{\dot {X}}^{\nu }F_{\nu \mu }(X)}                | {\displaystyle {\dot {p}}_{\mu }=-q{\dot {X}}^{\nu }F_{\nu \mu }(X)}                |
| マクスウェル方程式     | {\displaystyle \partial _{\nu }F^{\nu \mu }=J^{\mu }}                               | {\displaystyle \partial _{\nu }F^{\nu \mu }=-J^{\mu }}                              |
| 正準交換関係           | {\displaystyle [x^{\mu },p_{\nu }]=-i\delta _{\nu }^{\mu }}                         | {\displaystyle [x^{\mu },p_{\nu }]=i\delta _{\nu }^{\mu }}                          |
| 運動量演算子の座標表示 | {\displaystyle (E,{\boldsymbol {p}})=(i{\tfrac {\partial }{\partial t}},-i\nabla )} | {\displaystyle (E,{\boldsymbol {p}})=(i{\tfrac {\partial }{\partial t}},-i\nabla )} |
| 運動量演算子の座標表示 | {\displaystyle p_{\mu }=i\partial _{\mu }}                                          | {\displaystyle p_{\mu }=-i\partial _{\mu }}                                         |

### 曲率
リッチテンソル Rμν はリーマンテンソル Rμναβ の縮約として定義されるが、その縮約には次の2通りの取り方がある:
- Rμν = Rαμαν
- Rμν = Rαμνα

リーマンテンソルの対称性により、この2つの定義は符号だけ異なる。またリーマンテンソルの定義についても符号だけを変える2通りの定義があり、これら2通りずつの定義を協働して用いることで、異なる規約についても同一の物理を与える。

## その他の符号の規約
- 参照系における時間と固有時の符号選択: 未来を +、過去を − とする取り方が一般的
- ディラック方程式の ± の選択
- ゲージ理論や古典電磁気学における電荷、場の強度テンソル Fμν の符号
- 正周波数波の時間依存性:
  - e−iωt（主に物理学で）
  - e+iωt（主に工学で）
- フーリエ変換における積分核の指数関数の肩の符号: e−ikx か e+ikx か
- 誘電率の虚部の符号（時間依存性の符号選択により決定される）
- 光学における光学面の距離と曲率半径の符号
- 熱力学の第1法則 における仕事の符号
- テンソル密度を扱うときの計量テンソルの行列式の重みの符号

書籍や論文において使用される符号の規約は、冒頭で明示することが慣例となっている。